# Adela de Xampanya
Adela de Xampanya (~1140 - París, 4 de juny de 1206) fou reina consort de França (1160-1180) i regent de França (1190-1192). Va tenir un paper important en la vida política del regne i va ajudar a ascendir als seus germans a posicions més ambicioses. El 1180 fou separada del poder pel seu propi fill Felip II, però hagué d'actuar com a regent durant la participació del seu fill en la Tercera Croada el 1190, quan es va enfrontar a l'hostilitat del comte de Flandes, padrí del nou rei. Al seu retorn la reina es va retirar i va involucrar-se en la fundació de diverses abadies.

## Família
Nasqué vers l'any 1140 sent filla de Teobald II de Xampanya -també anomenat Teobald IV de Blois el gran - i la seva esposa Matilde de Caríntia; i neta d'Adela de Blois. Fou germana del comte Enric I de Xampanya i Teobald V de Blois. Es casà a París el 13 de novembre de 1160 amb el rei Lluís VII de França, convertint-se en la tercera esposa del sobirà francès. D'aquesta unió nasqueren:
- el príncep Felip II de França (1165-1223), rei de França
- la princesa Agnès de França (1171-1240), casada el 1180 amb l'emperador Aleix II Comnè i el 1183 amb Andrònic I Comnè

A la seva mort fou enterrada a l'abadia de Pontigny, prop d'Auxerre.